# Halle Open 2022
Halle Open 2022 (còn được biết đến với Terra Wortmann Open vì lý do tài trợ) là một giải quần vợt thi đấu trên mặt sân cỏ ngoài trời. Đây là lần thứ 29 giải Halle Open được tổ chức và là một phần của ATP Tour 500 trong ATP Tour 2022. Giải đấu diễn ra tại OWL Arena ở Halle, Đức, từ ngày 13 đến ngày 19 tháng 6 năm 2022.

## Điểm và tiền thưởng

### Phân phối điểm
| Sự kiện | VĐ  | CK  | BK  | TK | Vòng 1/16 | Vòng 1/32 | Q  | Q2 | Q1 |
| Đơn     | 500 | 300 | 180 | 90 | 45        | 0         | 20 | 10 | 0  |
| Đôi     | 500 | 300 | 180 | 90 | 45        | 0         | 45 | 25 | 0  |

### Tiền thưởng
| Sự kiện | VĐ       | CK      | BK      | TK      | Vòng 1/16 | Vòng 1/32 | Q2     | Q1     |
| Đơn     | €399,170 | €84,075 | €59,860 | €40,765 | €25,480   | €14,650   | €6,750 | €3,565 |
| Đôi*    | €40,200  | €30,240 | €21,760 | €14,340 | €9,020    | €5,000    | —      | —      |

*mỗi đội

## Nội dung đơn

### Hạt giống
| Quốc gia | Tay vợt               | Xếp hạng1 | Hạt giống |
| -------- | --------------------- | --------- | --------- |
|          | Daniil Medvedev       | 2         | 1         |
| GRE      | Stefanos Tsitsipas    | 5         | 2         |
|          | Andrey Rublev         | 8         | 3         |
| CAN      | Félix Auger-Aliassime | 9         | 4         |
| POL      | Hubert Hurkacz        | 13        | 5         |
| ESP      | Pablo Carreño Busta   | 19        | 6         |
| ESP      | Roberto Bautista Agut | 20        | 7         |
|          | Karen Khachanov       | 23        | 8         |

- 1 Bảng xếp hạng vào ngày 6 tháng 6 năm 2022.[3]

### Vận động viên khác
Đặc cách:
- Nick Kyrgios
- Henri Squire
- Jan-Lennard Struff

Miễn đặc biệt:
- Oscar Otte

Vượt qua vòng loại:
- Radu Albot
- Maxime Cressy
- Tallon Griekspoor
- Marc-Andrea Hüsler

### Rút lui
Trước giải đấu
- Lloyd Harris → thay thế bởi  Daniel Altmaier
- Jannik Sinner → thay thế bởi  Mackenzie McDonald
- Alexander Zverev → thay thế bởi  Benjamin Bonzi

## Nội dung đôi

### Hạt giống
| Quốc gia | Tay vợt           | Quốc gia | Tay vợt           | Xếp hạng1 | Hạt giống |
| -------- | ----------------- | -------- | ----------------- | --------- | --------- |
| ESP      | Marcel Granollers | ARG      | Horacio Zeballos  | 11        | 1         |
| ESA      | Marcelo Arévalo   | NED      | Jean-Julien Rojer | 29        | 2         |
| GER      | Tim Pütz          | NZL      | Michael Venus     | 30        | 3         |
| CRO      | Ivan Dodig        | USA      | Austin Krajicek   | 42        | 4         |

- 1 Bảng xếp hạng vào ngày 6 tháng 6 năm 2022.

### Vận động viên khác
Đặc cách:
- Daniel Altmaier  /  Oscar Otte
- Dustin Brown /  Dominic Stricker

Vượt qua vòng loại:
- Ariel Behar  /  Gonzalo Escobar

Thua cuộc may mắn:
- Tallon Griekspoor /  Alex Molčan
- Yannick Hanfmann /  Jan-Lennard Struff

### Rút lui
- Ariel Behar /  Gonzalo Escobar → thay thế bởi  Tallon Griekspoor /  Alex Molčan
- Andrey Rublev /  Alexander Zverev → thay thế bởi  Yannick Hanfmann /  Jan-Lennard Struff

## Nhà vô địch

### Đơn
- Hubert Hurkacz đánh bại  Daniil Medvedev, 6–1, 6–4

### Đôi
- Marcel Granollers /  Horacio Zeballos đánh bại  Tim Pütz /  Michael Venus, 6–4, 6–7(5–7), [14–12]